# Aragonit
Aragonit er, ved siden af calcit, et almindeligt forekommende naturligt mineral af calciumcarbonat. Det dannes såvel biologisk som kemisk, det sidste normalt ved udfældning fra havvand eller ferskvand.
Aragonits krystalstruktur afviger fra calcits, idet det typisk danner nåleformede orthorhombiske krystaller, hvor calcitkrystaller er trigonale. Tvillingekrystaller har pseudo-hexagonal form. Aragonite forekommer desuden i søjleformede eller fibrøse, samt i drypstenshuler undertiden kurvede former kaldet flos-ferri ("jernblomster"), efter deres forekomst sammen med jernholdige mineraler i miner i Kärnten i Østrig.

## Forekomst og dannelse
Typelokaliteten for aragonit er Molina de Aragón i Guadalajara-provinsen i Castilien-La Mancha i Spanien, hvorfra det fik sit navn i 1797. Her forekommer aragonit som cykliske tvillingekrystaller i gips- og mergellag fra Keuper-etagen i Trias, og denne forekomstmåde er almindelig i Spanien, foruden lokaliteter i Frankrig og Marokko.
Aragonit dannes naturligt i skallerne på bløddyr som snegle og muslinger, foruden i korallers skelet. Nogle bløddyr har skaller bestående udelukkende af aragonit, mens andres skaller består af både aragonit og calcit. Såvel perlemor som perler fra muslinger er opbygget af aragonit. 
Aragonit dannes også naturligt ved kemisk udfældning, enten i havvand som finkornet kalkslam, mere grovkornede ooider eller som cement mellem sedimentkorn i havbunden, eller på land i huler i kalklandskaber som drypsten.
Aragonit er termodynamisk ustabilt ved normal temperatur og tryk, hvor det omdannes til calcit, i løbet af 107 til 108 år. Aragonit er altså metastabil ved jordens overflade, og i den geologiske lagserie kendes aragonit således kun fra Kultiden og frem. Aragonit er stabilt ved højere temperatur og tryk end hhv 200-300 °C og 6-10 kbar.
Mineralet vaterit, eller μ-CaCO3, har samme kemiske sammensætning som aragonit og er også metastabilt ved jordoverfladen, med kortere levetid end aragonit.
Aragonit kan fremstilles kunstigt, hvis man blander calciumklorid og natriumkarbonat ved temperaturer over 60 °C eller ved lavere temperatur i en blanding af vand og ethanol.

### Berømte aragonit-lokaliteter
- Ochtinská drypstenshuler i Slovakiet
- Carlsbad Caverns i USA
- havet omkring Bahamas; herfra kendes tykke lag af oolitisk aragonit-sand

## Anvendelse
I akvarier med koralrev er aragonit et vigtigt stof til sikring af de rette livsbetingelser, ligesom det også er tilfældet for en stor del af livet i havene, hvor aragonit, foruden at levere materiale til skaller, er med til at holde havvandets pH på et naturligt niveau, så forsuring undgås.
Aragonit kan bruges til at fjerne tungmetaller som zink, kobolt og bly fra spildevand.
Visse vandbehandlingssystemer hævdes at kunne reducere mængden af kedelsten, ved at omdanne calcit til aragonit.[kilde mangler]

## Galleri
- Aragonitkrystaller fra Cuenca, Castilien-La Mancha, Spanien
- Klynge af aragonit-tvillinger, Marokko
- Rest af biogen aragonit (tynd regnbuefarvet skal) på en Baculites-ammonit fra Pierre Shale-skifer, Sen-Karbon, South Dakota
- SEM-billede af aragonitlag i en blåmuslings perlemor
- Fluorescens i aragonit
- „Jernblomster“ fra Steiermark i Østrig
- „Ærtesten“ (pisolith)
- Båndet kildekalk (Karlsbader Sprudelstein)
- „Zeiringit“ (blålig aragonit)
- Tegninger fra 1700-tallet af heksagonale aragonitkrystaller fra typelokaliteten Molina de Aragón i Spanien
- Aragonitkrystaller fra Corta Azcárate, Navarra i Spanien
- Nutidige ooider ("ægsten"), som disse fra en strand på Bahamas, består oftest af aragonit